# Ton Croiset van Uchelen
Drs. Anthonie Rutger Alexander (Ton) Croiset van Uchelen (Naarden, 12 mei 1936) is een voormalig Nederlands bibliothecaris.

## Familie
Van Uchelen is een lid van de in het Nederland's Patriciaat opgenomen familie (Croiset) van Uchelen. Hij is een zoon van arts Gerard Zeger Anthonie Croiset van Uchelen (1895-1974) en diens tweede echtgenote Dorothea Kitty Helena Rambaldo di Collalto (1908-1990). Hij trouwde in 1959 met Henny Baan uit welk huwelijk drie kinderen werden geboren.

## Loopbaan
Van Uchelen studeerde Engelse taal- en letterkunde. Hij was van 1962 tot 1988 conservator Zeldzame & Kostbare Werken van de Universiteitsbibliotheek Amsterdam. Daarna was hij van 1989 tot 1997 hoofdconservator en onder-bibliothecaris van de Universiteit van Amsterdam.
Van 1971 tot 2011 was Van Uchelen redacteur van het internationale boekentijdschrift Quaerendo. Hij was ook secretaris en voorzitter van de Prof. mr Herman de la Fontaine Verwey Stichting.
Op 19 november 2008 nam Van Uchelen afscheid als bestuurslid van de Stichting Vrienden van de Bibliotheek van de Universiteit van Amsterdam. Bij die gelegenheid werden voor hem de herinneringen van Menno Hertzberger door Nico Kool bezorgd en aan de vrienden van de Amsterdamse Universiteitsbibliotheek ten geschenke gegeven.
Voor al zijn werk voor het boek kreeg Van Uchelen in 2012 de Menno Hertzbergerprijs.